# Ludwig Bauer (Schriftsteller)

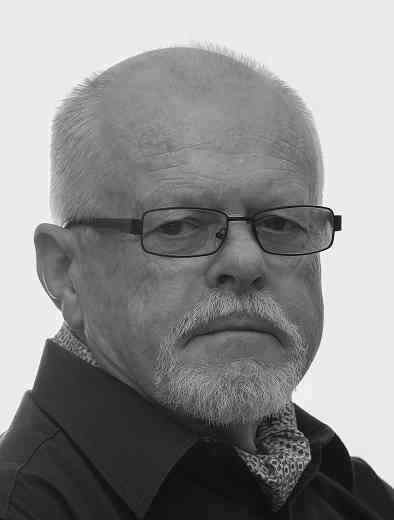
Ludwig Bauer, 2015

Ludwig Bauer (* 13. August 1941 in Sisak) ist ein kroatischer Schriftsteller mit deutschen Wurzeln. Bis 1992 führte er den Vornamen Ljudevit.

## Beruflicher Werdegang
Nach einem Studium der Slawischen Philologie an der Universität Zagreb wurde Bauer zunächst bekannt als Übersetzer und Autor phantasievoller Kinderbücher. Lehrtätigkeit führte ihn unter anderem nach Prag, Wien, London, Paris und Washington. Als Chefredakteur war er für den kroatischen Verlag Globus und die Zeitschrift Naša knjiga (Unser Buch) tätig, bevor er freischaffender Autor wurde. Er lebt und arbeitet in Zagreb.

## Wendepunkt im Jahr 1990
Als Kind aus einer gemischten Ehe – der Vater gehörte der donauschwäbischen Minderheit an – sensibilisierte ihn in besonderem Maße der damals in Jugoslawien ausbrechende Nationalitätenkonflikt. Sein 1990 erschienener Roman „Kratka kronika porodice Weber“ (Kurze Chronik der Familie Weber) schildert mit lockerem autobiographischen Bezug die Geschicke einer deutschstämmigen Familie im kroatischen Landesteil Österreich-Ungarns und später Jugoslawiens. Durch vier Generationen seit 1848 bewähren sich die Webers als „Brückenbauer“, auch im konkreten Sinn als Unternehmer und Konstrukteure, die eine Verbindung zwischen dem kroatischen und serbischen Ufer eines die Volksgruppen trennenden Flusses schaffen wollen. Trotz vielfacher familiärer Verflechtung im kroatischen Umfeld machen die Webers in jeder Generation die Erfahrung, dass allein ihr fremd klingender Namen ausreicht, um in kritischen Momenten der Geschichte bei der Mehrheitsbevölkerung als verdächtig zu gelten und als „nicht zum Volk gehörig“ diskriminiert zu werden.

## Ideologische Positionierung
Im Umfeld der Kriege im zerfallenden Jugoslawien demaskiert Bauer die Wirkung tradierter Feindbilder. Er vertritt einen aufgeklärten Patriotismus und stellt ihn gegen den gefühlsbetonten mythischen Begriff der Nation. „Nationale Mythen sind und bleiben Werkzeuge der Ungerechtigkeit. Soziale Gerechtigkeit wird eher durch die Industrialisierung kommen,“ legt er einem Protagonisten in den Mund, „ich spreche von Fortschritt. Einmal muss es gleichgültig werden, ob jemand Deutscher, Ungar oder Kroate ist.“ Der Anspruch auf Identität in einem Nationalstaat wird von ihm aber nicht in Frage gestellt: „… solange diese Völker nicht ihren eigenen, freien und unabhängigen Staat bekommen, werden sie, denke ich, Europäer zweiter Klasse sein.“

## Rezeption
Die „Weber-Chronik“, wie das Buch verkürzt zitiert wird, wurde 1990 als humanistisches Dokument gegen den ausbrechenden Krieg empfunden und erhielt bei Erscheinen in Sarajevo die renommierte Auszeichnung „Svjetlost – bestes Buch des Jahres“. Geradezu symbolisch verbrannte ein großer Teil der ersten Auflage während der Bombardierung der Stadt, eine zweite Auflage in Kroatien wurde erst viele Jahre später möglich.
Die Kurze Chronik der Familie Weber ist im Werk von Ludwig Bauer Ausgangspunkt für eine ganze Serie weiterer Romane. Zwischen 1990 und 2017 veröffentlichte er neben Kinderbüchern 13 Romane, die einen aktuellen Zeitbezug haben und zum Teil motivisch an die Weber-Chronik anknüpfen. Von der Literaturkritik werden sie als „neohistorische Romane“ bezeichnet und als „neuer Abschnitt in der zeitgenössischen kroatischen Literatur“ bewertet. Die starke emotionale Beziehung Bauers zu den Ländern der ehemaligen österreichisch-ungarischen Monarchie hat ihm den Ruf eines „Homo nostalgicus“ [Ost]Mitteleuropas eingebracht.

## Aufnahme im deutschsprachigen Raum
Neben den Romanfragmenten der Weber-Kronik erschien bislang nur ein Roman, Partitur für eine Zauberflöte, vollständig in deutscher Übersetzung. Er spielt in Wien und behandelt die Erlebnisse eines Flüchtlings aus Sarajevo, der sich als Taxifahrer durchschlagen muss. Dabei gerät er in die Fänge eines amerikanischen Eventmanagers. Dessen Versuch, durch ein Konzert mit traumatisierten Menschen in Bosnien Frieden zu stiften, schlägt in das Gegenteil um.
Ludwig Bauer war wiederholt in Deutschland und Österreich zu Lesereisen. 2003 war er Gast der Buchmesse in Leipzig, 2006 nahm er an dem Literaturforum „Neues Europa“ in Düsseldorf teil, 2013 folgte eine Lesereise mit dem Netzwerk „Traduki“. Bauer gehört zu den Initiatoren des seit 1990 jährlich in Osijek tagenden Forums „Deutsche und Österreicher im kroatischen Kulturkreis“.